# Tribunal Administrativo e Fiscal de Coimbra
O Tribunal Administrativo e Fiscal de Coimbra é um tribunal português, sediado na cidade de Coimbra, pertencente à jurisdição administrativa e tributária.
Anteriormente este tribunal teve a designação de Tribunal Administrativo de Círculo de Coimbra. Passou ao nome atual desde a fusão com o Tribunal Tributário de Coimbra.
Este tribunal tem jurisdição sobre os seguintes municípios do distrito de Coimbra:
- Coimbra (sede)
- Arganil
- Cantanhede
- Condeixa-a-Nova
- Figueira da Foz
- Góis
- Lousã
- Mira
- Miranda do Corvo
- Montemor-o-Velho
- Oliveira do Hospital
- Pampilhosa da Serra
- Penacova
- Penela
- Soure
- Tábua
- Vila Nova de Poiares

O Tribunal Administrativo e Fiscal de Coimbra está integrado na área de jurisdição do Tribunal Central Administrativo Norte. 